# Antoninus von Piacenza
Antoninus von Piacenza war ein frühchristlicher Märtyrer, der in der römisch-katholischen Kirche als Heiliger verehrt wird. Antoninus ist der Stadtpatron des oberitalienischen Piacenza.
Im späten 4. Jahrhundert wird er in der Schrift De laude Sanctorum des Victricius von Rouen als Schutzheiliger von Piacenza genannt. Das Martyrologium Hieronymianum erwähnt ihn zum 30. September. Nach der Inventio corporis Sancti Antonini martyris Placentini, einem Text des 9. Jahrhunderts, soll er zu den Märtyrern der Thebäischen Legion gehört haben. Die Inventio berichtet ebenfalls, dass der Bischof Sabinus im späten 4. Jahrhundert die Gebeine des hl. Antoninus aufgefunden habe. Die Reliquien wurden in eine ihrem Stifter, dem hl. Bischof Victor, geweihte Kirche vor der Stadtmauer überführt und im dortigen Grab des Victor beigesetzt. Die Kirche war später zeitweise beiden Heiligen geweiht, mittlerweile dem hl. Antoninus (Sant’Antonino).
Ein im späten 6. Jahrhundert entstandener Bericht über eine Pilgerfahrt ins Heilige Land wurde irrtümlich dem hl. Antoninus zugeschrieben, tatsächlich ist dieser jedoch von einem unbekannten Pilger aus Piacenza verfasst, der seine Reise am Anfang unter den Schutz des Heiligen stellt.
Sein Gedenktag ist der 30. September.